# Министерство по чрезвычайным ситуациям Республики Беларусь
Министерство по чрезвычайным ситуациям Республики Беларусь (бел. Міністэрства па надзвычайных сітуацыях Рэспублікі Беларусь) — республиканский орган государственного управления Республики Беларусь, который реализует государственную политику в области предупреждения и ликвидации чрезвычайных ситуаций по следующим направлениям: 
- предупреждение и ликвидация чрезвычайных ситуаций природного и техногенного характера и гражданская оборона;
- обеспечение пожарной, промышленной, ядерной и радиационной безопасности, перевозка опасных грузов;
- создание и обеспечение сохранности государственного и мобилизационного материальных резервов;
- преодоление последствий катастрофы на Чернобыльской АЭС;
- обращение с радиоактивными отходами;
- обеспечение безопасности судоходства маломерных судов.

С момента создания МЧС (23 сентября 1994 г.) его основные задачи сводились к минимизации последствий аварии на Чернобыльской АЭС, в то время как военизированная пожарная служба развивалась параллельно и входила в состав внутренних войск Министерства внутренних дел Республики Беларусь. Со временем становится очевидным, что для проведения эффективной политики в области предупреждения и ликвидации чрезвычайных ситуаций требуется наличие отдельного органа государственного управления, который бы координировал деятельность между государством и общественностью, обеспечивая высокий уровень готовности  к вызовам и угрозам. Координирующую роль в этом процессе заняло МЧС Республики Беларусь.19 января 1999 года Указом Президента Республики Беларусь на МЧС возложены функции государственного управления в области предупреждения и ликвидации чрезвычайных ситуаций и обеспечения пожарной безопасности.

## Структура МЧС Беларуси
В систему Министерства по чрезвычайным ситуациям входят:
Департаменты:
- Департамент по ядерной и радиационной безопасности (Госатомнадзор);
- Департамент по надзору за безопасным ведением работ в промышленности (Госпромнадзор);
- Департамент по материальным резервам (Госрезерв).

Территориальные управления по чрезвычайным ситуациям:
- Брестское областное управление по чрезвычайным ситуациям;
- Витебское областное управление по чрезвычайным ситуациям;
- Гомельское областное управление по чрезвычайным ситуациям;
- Гродненское областное управление по чрезвычайным ситуациям;
- Могилевское областное управление по чрезвычайным ситуациям;
- Минское областное управление по чрезвычайным ситуациям;
- Минское городское управление по чрезвычайным ситуациям.

Подведомственные государственные учреждения:
- Республиканский центр управления и реагирования на чрезвычайные ситуации;
- Республиканский центр тылового обеспечения (РЦТО);
- Республиканский отряд специального назначения "ЗУБР" (РОСН ЗУБР);
- Университет гражданской защиты МЧС;
- Специализированный лицей при Университете гражданской защиты МЧС;
- Научно-исследовательский институт пожарной безопасности и проблем чрезвычайных ситуаций;
- Республиканский центр сертификации и экспертизы лицензируемых видов деятельности;
- Государственное авиационное аварийно-спасательное учреждение "АВИАЦИЯ";
- Государственная инспекция по маломерным судам (ГИМС).

Государственные организации, подчиненные МЧС (в соответствии с приложением 1 к Указу Президента Республики Беларусь от 14.11.2022 N 405)

## Государственная система предупреждения и ликвидации чрезвычайных ситуаций
Государственную систему предупреждения и ликвидации чрезвычайных ситуаций образуют: Комиссия по чрезвычайным ситуациям при Совете Министров Республики Беларусь, Министерство по чрезвычайным ситуациям, другие государственные органы управления, территориальные и отраслевые подсистемы, входящие в них звенья, организации.
ГСЧС имеет четыре уровня: республиканский, территориальный, местный и объектовый, каждый из которых имеет координирующие органы, органы управления по чрезвычайным ситуациям, силы и средства, информационно-управляющую систему и резервы материальных ресурсов. В настоящее время созданы и функционируют 17 отраслевых и 7 территориальных подсистем ГСЧС.
Координирующими органами ГСЧС являются:
на республиканском уровне – Комиссия по чрезвычайным ситуациям при Совете Министров Республики Беларусь и комиссии по чрезвычайным ситуациям республиканских органов государственного управления, государственных организаций, подчиненных Совету Министров Республики Беларусь;
на территориальном уровне, охватывающем территорию области и г. Минска – комиссии по чрезвычайным ситуациям при исполнительных и распорядительных органах областей и г. Минска;
на местном уровне, охватывающем территорию района, города (района в городе) – комиссии по чрезвычайным ситуациям при исполнительных и распорядительных органах районов (городов);
на объектовом уровне, охватывающем территорию организации или конкретного объекта – комиссия по чрезвычайным ситуациям организации (объекта).
Органами управления по чрезвычайным ситуациям являются:
на республиканском уровне – Министерство по чрезвычайным ситуациям, отделы (секторы) по чрезвычайным ситуациям республиканских органов государственного управления, государственных организаций, подчиненных Правительству Республики Беларусь;
на территориальном уровне – областные и Минское городское управления по чрезвычайным ситуациям;
на местном уровне – районные (городские) отделы по чрезвычайным ситуациям областных и Минского городского управлений по чрезвычайным ситуациям;
на объектовом уровне – структурные подразделения организации (объекта) – отделы, секторы или отдельные работники, занимающиеся вопросами чрезвычайных ситуаций.

## История
23 сентября 1994 года было создано Министерство по чрезвычайным ситуациям и защите населения от последствий катастрофы на Чернобыльской АЭС Республики Беларусь.

## Министры
- Иван Кеник (1994—1999)
- Валерий Астапов (1999—2004)
- Энвер Бариев (2004—2010)
- Владимир Ващенко (2010—2021)
- Вадим Синявский (2021 — настоящее время)